# Teqis
A teqis egy innovatív ütővel játszott labdajáték, amelyet a speciálisan ívelt Teq-asztalon játszanak.
Élvezetes játékos elemein túl olyan kompetenciákat fejleszt és követel meg a játékosoktól, mint a fókuszált figyelem, a gyors reakcióidő és a technikai precizitás, hiszen a labda teljesen máshogy pattan az asztallap íve miatt. A játék beltéren és kültéren, számos eltérő talajon játszható, úgy, mint a salakpálya, a kemény pálya, a fű, a szőnyeg és a homok, melyek eltérő módon színesítik a játékélményt, és különböző kihívások elé állítják a teqisjátékost.
A teqis mindenki számára könnyen megtanulható, beleértve a kerekesszékes játékosokat, és már pár perc gyakorlás után a kezdőknek is ugyanannyira élvezhető a játék, mint a profiknak.
Lehet játszani egyéni (két játékos), illetve páros (2-2 játékos) formában, melyek egyedülállósága a feladási lehetőségekben mutatkozik meg.

## Szabályok

### Általános szabályok
- A labdát az alábbi három módon lehet megjátszani:

1. volley - a játékos a labdát az asztalon való pattanás nélkül üti meg.
2. boardshot - a játékos a saját térfelén pattanó labdát nem hagyja a földön pattanni, egy asztalon pattanás után játssza meg a labdát.
3. groundstroke - a játékos a labdát egy asztalon és egy földön pattanást követően üti meg.
- Egyéniben a játékosnak egy ütésből vagy az önmagának ütött feladásból kell visszajuttatnia a labdát az ellenfél térfelére.

- Párosban a labdát felváltva átadva kell visszajuttatni az ellenfél térfelére. A páros tagjai legalább egyszer, de legfeljebb kétszer adhatják át egymásnak a labdát.

- Ha az ellenfél hagyja a labdát a földön pattanni, akkor a labdának a játéktéren belül kell érkeznie.

- “Doublepoint”: Az adogató játékos/csapat és a fogadó játékos/csapat is kikérheti a “doublepointot”, amíg egy játékon belül el nem érik a 6 pontot. Az a játékos vagy csapat mely kikérte a “doublepointot” és meg is nyerte, azzal 2 pontot szerez meg.

### Pontozási rendszer
Egy teqismérkőzés versenytípustól függően egy vagy több nyert játszmáig tart. 
- Egy játszma két nyert játékig tart.

- A játékot az a fél nyeri, aki először eléri a 8 pontot.

- Megnyert pontnak minősül, ha az ellenfél:

1. nem adja vissza a labdát az asztalfelületre, egyéniben 2 ütésből vagy párosban 3 ütésből;
2. egynél többször hagyja lepattanni az asztalfelületen a labdát;
3. a labdát a vonalakon túl üti;
4. a Teq-asztal bármely részét érinti.

### Adogatás
- Az adogató csak és kizárólag az alapvonal mögött állhat az adogatás pillanatában, felváltva adogatva egy pontot a középvonal jobb oldaláról majd bal oldaláról.

- A szerváló játékosnak két lehetősége van a sikeres szervára.

- A szerva során a labdának az ellenfél asztalfelületén kell pattannia.

- Minden második pont után szervacsere van.

## Parateqis
A parateqis a teqis kerekesszékes változata. 
A parateqis-meccseknek két típusa van:
- Egyéni: 2 játékos játszik egymás ellen egyénenként, mindkét játékosnak kötelező kerekesszékben játszania.

- Inkluzív páros: 4 játékos játszik egymás ellen párokban (mindkét párnak egy kerekesszékes és egy ép játékosból kell állnia). Ez az inkluzivitás a parasportok világában egyedinek minősül és új távlatokat nyit.

A teqis szabályaitól eltérő szabályok:
- A szerva során a kerekesszékes játékosnak megengedett a játékterületen belülről szerválnia, ebben az esetben a kerekesszékének egyik hajtó keréknek kötelezően érintenie kell az alapvonalat, míg inkluzív párosban az ép játékosnak az alapvonal mögött állva kell szerválnia.

- A játék során engedélyezett, hogy a labda kétszer pattanjon egy térfélen (egyszer az asztalon és egyszer a földön; vagy kétszer az asztalon) mielőtt a játékos visszajuttatja a labdát az ellenfél térfelére egyéniben, vagy mielőtt passzol a társának inkluzív párosban.

- Egyéniben a játékosnak egy ütésből, vagy az önmagának ütött feladásból kell visszajuttatnia a labdát az ellenfél térfelére. Amennyiben a játékos feladja önmagának a labdát, a feladás és az érintés között a labda legfeljebb egyszer pattanhat a földön vagy az asztalon.

Inkluzív párosban a labdát minimum egy passz elvégzése után kell visszajuttatni az ellenfél térfelére. A páros tagjai legalább egyszer, de legfeljebb kétszer adhatják át egymásnak a labdát. A passzok között a labda legfeljebb egyszer pattanhat a földön vagy az asztalon.  
- Az ütések során tilos érinteni az asztalt a játékos testének bármely részével, ruházatával vagy felszerelésével a találati pontot megelőzően, balesetveszélyes helyzetekben az ütést követően engedélyezett az ütő nélküli kézzel érinteni az asztalt.

## Események, megjelenések
- Mutua Madrid Open
- Luxembourg Open
- Aruba Open
- Nemzeti sport
- Challenger Cup Balatonfüred